# Rollenspielabenteuer
Ein Rollenspielabenteuer ist eine Publikationsform, die ausschließlich im Rollenspielbereich Verwendung findet.
In ihr wird ein grobes Geschehnis etwa im Umfang einer Kurzgeschichte dargestellt und speziell für das Pen&Paper-Rollenspiel aufbereitet, indem Nicht-Spieler-Charaktere, Orte und Geschehnisse detaillierter und offener präsentiert werden.
Dies hat den Zweck, dem Spielleiter einen komfortablen Rahmen zu bieten, in dem er sich frei bewegen und auch Improvisation einbinden kann. Im Gegensatz zu einem Roman ist ein Rollenspiel ein interaktiver Prozess, dem eine rein chronologische Aneinanderreihung von Geschehnissen nicht gerecht wird.
Angegeben wird stets die Anzahl der benötigten Spieler und deren Erfahrungsstufen.

## Präsentation
Eine besondere Herausforderung und den entscheidenden Unterschied zur herkömmlichen Literatur stellt die Art und Weise der Präsentation dar.
Da es nicht möglich ist, den Inhalt lediglich chronologisch darzustellen und mit etwaigen Spielwerten zu ergänzen, mussten andere Wege der Darstellung gefunden werden.
Hier angesprochen werden jedoch nur gängige und offiziell publizierte Abenteuerformate.
Am nächsten an die rein chronologische Darstellung hielten sich historisch die Publikationen des Schwarzen Auges. Dabei wurde der vorgesehene Handlungsverlauf tatsächlich chronologisch aneinandergesetzt und mit Anhängen und Handouts ergänzt.
Jedoch wurde die chronologische Anordnung durch Verzweigungen aufgebrochen und durch eine spezielle Aufbereitung rollenspielgerechter dargestellt.
Die Publikationen ließen sich in drei Bereiche unterteilen.
- Zuerst kamen allgemeine Information, welche vom Spielleiter vorgelesen oder frei erzählt werden konnten.
- Die nun folgenden speziellen Informationen sollten erst nach eigenständiger Handlung der Spieler herausgefunden werden.
- Die sogenannten Meisterinformationen waren in erster Linie für den Spielleiter gedacht, der ihren Inhalt meist indirekt einfließen lassen sollte. Des Weiteren diente der Zeitplan  dem Spielleiter für ein besseres Verständnis der Gesamtsituation. Seit der Einführung der vierten Regeledition sind spezielle und Meisterinformationen in eine Einheit zusammengefasst worden.

Diese Art und Weise der Darstellung ermöglicht es, das Abenteuer mit vergleichsweise geringer Vorbereitung zu spielen, und richtet sich vor allen Dingen an Rollenspielneulinge, da es zwar eine einfache Art und Weise der Präsentation ist, Spieler und Spielleiter jedoch in ihrem Handlungsspielraum einschränkt.
Die meisten anderen Systeme sowie mittlerweile auch Das Schwarze Auge nutzen eine freiere Präsentation des Abenteuers.
Neben einer chronologischen Anordnung der Geschehnisse finden sich die Nichtspielercharaktere, Orte und besondere Ereignisse getrennt beschrieben. Der Spielleiter kann die Nichtspielercharaktere also freier agieren lassen, die Spieler haben die Möglichkeit, die meisten Orte zu jeder Zeit aufzusuchen, und die chronologischen Ereignisse können quasi nebenher geschehen.
Dies ermöglicht eine weitaus freiere Art des Rollenspiels, bedeutet jedoch auch einen erheblichen Mehraufwand des Spielleiters, da er den Inhalt sicherer beherrschen muss und im Spiel oft vor unerwartete Situationen gestellt werden kann.
Natürlich gibt es auch die Kombination von plotorientierter und freier Präsentation. So kann das Abenteuer in mehrere Tage oder Handlungsabschnitte eingeteilt werden und innerhalb dieser eine Darstellung der für den Abschnitt wichtigen Orte, Personen und Geschehnisse geschehen.
Ebenso kann ein plotorientiertes Abenteuer durch separiert aufgeführte Nichtspielercharaktere freier gestaltet werden.
Je nach Anbieter gibt es spezielle Bezeichnungen. Bei Dungeons and Dragons heißen die Abenteuer Module.

## Soloabenteuer
Ferner gibt es auch vereinzelt Soloabenteuer, die keine weiteren Mitspieler (auch keinen Spielleiter) benötigen. Eine gängige Möglichkeit dabei ist die Gestaltung als Spielbuch, auch Multiple-Choice-Adventure, wobei je nach Entscheidung auf andere Absätze/Buchseiten verwiesen wird. Eine gängige internationale Bezeichnung und gleichnamige Buchserie ist „Choose Your Own Adventure“ (CYOA), dessen Prinzip aber auch von bekannten Rollenspielverlagen wie TSR übernommen wurde (z. B. die Endless-Quest-Serie oder auch einzelne Werke der normalen D&D-Abenteuer).

## Eins-zu-Eins-Abenteuer
Bei Eins-zu-Eins-Abenteuern, auch One-on-One oder 1 on 1 gibt es einen Spielleiter und einen Spieler. Alternativ können Abenteuer auch umgeschrieben werden, so dass ein Spieler mehrere Charaktere übernimmt.

## Zeitaufwand

### Mut zur Lücke
Der Zeitaufwand, den ein Abenteuer benötigt, ist kaum vorherzusehen.
Hierbei kommt es auf die Art und Weise der Aktion und Interaktion der Spielgruppe an. Der fähige Spielleiter sollte Episoden, die der Rollenspielrunde besondere Freude bereiten, breiter ausführen und ungeliebte schnell abhandeln oder gar überspringen.

### Berücksichtigung des Spielertypus
Des Weiteren ist nicht absehbar, wie direkt der Weg der Spieler verläuft und wie schnell sie so das Abenteuer lösen können.
Ebenso gibt es verschiedene Spielertypen. Manche versuchen ein Rätsel möglichst schnell zu lösen, während andere das charakterorientierte Rollenspiel bevorzugen und viel Zeit auf die Interaktion mit Mitspielern und der Umgebung aufwenden, ohne den Abenteuerplot direkt voranzubringen.
Da es beim Rollenspiel auf den Spielspaß ankommt, sind beide Arten des Spielens vollkommen legitim, bedeuten aber selbstverständlich einen vollkommen unterschiedlichen Zeitaufwand.

### Kampagne oder Kurzabenteuer
Ebenso kommt es auf die Länge des Abenteuers an sich an. Manche enthalten einen relativ kurzen und knappen Plot, welcher am besten an einem Spielabend (etwa 4–7 Stunden) gespielt werden kann. Andere bieten einen Plot an, der über mehrere Episoden aufgeteilt ist und sich so über mehrere Abende erstrecken kann und soll.
Am umfangreichsten sind die Kampagnen. Diese bestehen aus zahlreichen Einzelepisoden und sind so konzipiert, dass sie viele Spielabende ausfüllen können. Dies macht einen besonderen Reiz aus, da die Charaktere so ein logisch verknüpftes Gesamterlebnis haben.
Viele Spielleiter versuchen ein ähnliches Erlebnis zu erreichen, indem sie einzelne Abenteuer mehr oder minder logisch aneinanderreihen.
Der Unterschied zu einer Kampagne ist jedoch, dass die Abenteuer in einen Metakontext gestellt werden, während bei den Kampagnen zuerst der Metaplot steht und dann in Abenteuerepisoden eingeteilt wird.